# Lithosia albescens
Lithosia albescens är en fjärilsart som beskrevs av Barend J. Lempke 1961. Lithosia albescens ingår i släktet Lithosia och familjen björnspinnare. Inga underarter finns listade i Catalogue of Life.